# 血液型ダイエット
血液型ダイエット（けつえきがたダイエット）は、ピーター・ダダモら数名の著者が提唱するファド・ダイエット。これらのダイエットは、ABO血液型システムによる血液型が健康的な食事を決定する上で最も重要な要素であるという考えに基づいており、各著者は血液型ごとに異なる食事を推奨している。 
栄養士、医師、科学者間でのコンセンサスは、これらのダイエットは科学的証拠に裏付けられていないということである。個人の血液型に応じた「正しい」食事を摂ることが有益であるかどうかをテストした最初の研究であるとみられる2014年に発表された研究では、若者の間でのボディマス指数（BMI）、血圧、血清コレステロール、インスリンなどの「バイオマーカー」の比較および1か月間の食事を評価した。食事に基づいて、各人はO、AまたはBに推奨される血液型の食事に従う傾向があると分類された。これらのグループ間でいくつかのバイオマーカーに有意差はあったが、食事とバイオマーカーの間に有意な相互作用はなかった。言い換えれば、血液型に対して「正しい」食事を食べていた人は、「間違った」食事を食べている人と比較して、平均して異なるバイオマーカー値を示さなかった。 
英国栄養士協会は血液型ダイエットを「2019年に避けるべきセレブダイエットTOP5」の1つに挙げた。 

## ダイエット
血液型ダイエットの基本的な仮説は、血液型が異なるとレクチンの消化方法も異なり、血液型に適合しない食品を食べると多くの健康上の問題が発生する一方で、相性の良い食べ物を食べると健康になるというものである。 
そしてまた、この仮説は各血液型が異なる進化の遺産を表すという仮定に基づいている。 「『血液型』ダイエット理論に基づくと、O型はヒトの先祖血液型と考えられているため、最適な食事は狩猟採集時代の典型的な動物性高タンパク質食に似ている必要がある。対照的にA型はヒトが農耕社会に落ち着いた際に進化したと考えられているため、A型の人は菜食で恩恵を受けるとされる。同じ理論的根拠に従って、B型は遊牧民族に由来すると考えられていることからB型の人は乳製品の消費で利益を得ると考えられている。最後に、AB型の人はA型とB型に提案されている食事の中間の食事から利益を得ると考えられている」。 

## 証拠の欠如
2017年時点で血液型ダイエット仮説を裏付ける科学的証拠はなく、健康を改善するという臨床的証拠も存在しない。自然療法医のピーター・J・ダダモは、血液型ダイエットの最も著名な提唱者である。 
ルイス・C・ド・マトスとハロルド・W・モレイラは、O血液型が最初のヒト血液型であるという血液型ダイエット支持者の主張は、O遺伝子がABO遺伝子座のAおよびB遺伝子より前に進化していたことが必要であると指摘しており、ヒトおよび非ヒトABO対立遺伝子の系統発生ネットワークは、A遺伝子が最初に進化したことを示している。彼らは、進化の観点から正常遺伝子（A型とB型の遺伝子）が異常遺伝子（O型の遺伝子）から進化したのは異常であると主張している。 
山本らは更に以下のように言及している：「O血液型は世界中のすべての集団で一般的であるが、O遺伝子がABO遺伝子座の先祖遺伝子を表しているという証拠は存在しない。そしてまた、欠陥遺伝子が自然発生し、その後正常遺伝子に進化すると仮定することも合理的ではない」